# Langenhoe
Langenhoe är en by och en civil parish i Colchester i Storbritannien. Den ligger i grevskapet Essex och riksdelen England, i den sydöstra delen av landet, 80 km öster om huvudstaden London. Orten har 536 invånare (2001). Byn nämndes i Domedagsboken (Domesday Book) år 1086, och kallades då Langhou.